# Love One Another
«Love One Another» — пісня, записана голландською співачкою Amber у 1999 році для її однойменного альбому. Трек вийшов у 2000 році на лейблі «Tommy Boy Records» як третій та останній сингл альбому. Він очолив танцювальні чарти США.

## Чарти
| Чарт (2000)                         | Позиція |
| ----------------------------------- | ------- |
| US Hot Dance Club Songs (Billboard) | 1       |

| Чарт (2000)                         | Позиція |
| ----------------------------------- | ------- |
| US Hot Dance Club Songs (Billboard) | 92      |

## Версія Шер

### Історія
У 2001 році Шер випустила власний кавер до «Love One Another», яка увійшла до альбому «Living Proof», випущеного «Warner Bros.» та «WEA». 2003 року «Love One Another» була випущена як третій та останній американський сингл Шер з піснею «When the Money's Gone» на сторон-Б. «When the Money's Gone» очолила чарт журналу «Billboard» «Hot Dance Club Play».
Пісня також принесла Шер номінацію на премію «Греммі» у категорії «Найкращий танцювальний запис», але вона поступилася нагородою пісні Кайлі Міноуг «Come into My World».

### Живе виконання
Пісня увійшла до сет-листу «Farewell Tour» 2002—2005 років і виконувалася як частина «Love Medley» («Любовне попурі») під час п'ятого етапу туру, лише в Європі.

### Трек-лист
Формати та трек-листи всіх синглів «Love One Another».
US 2 x 12" vinyl (9362 42496-0)
1. «When the Money's Gone» (Brother Brown H&H Vocal Mix)
2. «When the Money's Gone» (Thick Dick Vs Cher Bootleg Mix)
3. «When the Money's Gone» (The Passengerz Hypnotic Club Mix)
4. «Love One Another» (Eddie Baez Club Mix)
5. «Love One Another» (J Star Club Mix)

US CD maxi single (9 42496-2)
1. «When the Money's Gone» (Brother Brown H&H Vocal Mix)
2. «When the Money's Gone» (The Passengerz Club Mix)
3. «When the Money's Gone» (Thick Dick vs. Cher Bootleg Mix)
4. «When the Money's Gone» (Manny Lehman Vocal Mix)
5. «When the Money's Gone» (Brother Brown Dynamo Mix)
6. «Love One Another» (Eddie Baez Club Mix)
7. «Love One Another» (J Star Club Mix)
8. «Love One Another» (Friscia & Lamboy Club Mix)